# Somatidia picticornis
Somatidia picticornis là một loài bọ cánh cứng trong họ Cerambycidae.